# サントーシャム南インド映画賞
サントーシャム南インド映画賞（サントーシャムみなみインドえいがしょう、Santosham South Indian Film Awards）は、インドの映画賞。「サントーシャム映画賞（Santosham Film Awards）」とも表記される。テルグ語映画を受賞対象としており、テルグ語圏で最も有名な映画賞の一つである。2003年創刊の雑誌『サントーシャム』が主催しており、2004年から毎年開催されている。

## 映画賞

### 大衆賞
- 作品賞（英語版）
- 監督賞（英語版）
- プロデューサー賞（英語版）
- 主演男優賞
- 主演女優賞
- 助演男優賞
- 助演女優賞
- 悪役賞（英語版）
- 若手俳優賞
- コメディアン賞（英語版）
- 音楽監督賞
- 性格俳優賞
- 作詞家賞
- 男性プレイバックシンガー賞
- 女性プレイバックシンガー賞

### 技術賞
- 美術監督賞（英語版）
- アクション賞
- 撮影賞（英語版）
- 編集賞（英語版）
- 振付賞
- 原案賞
- 脚本賞（英語版）
- 台詞賞（英語版）
- 音響録音賞

## 授賞式
- 第14回 - 2016年（英語版）
- 第15回 - 2017年（英語版）
- 第16回 - 2018年（英語版）
- 第17回 - 2019年（英語版）
- 第20回 - 2021年（英語版）（開催中止となった第18回、第19回の代替）
- 第21回 - 2022年（英語版）
- 第22回 - 2023年（英語版）